# Breakout (Swing Out Sister)
Breakout è un singolo del gruppo musicale britannico Swing Out Sister pubblicato nell'ottobre 1986 come secondo estratto dal loro album di debutto It's Better to Travel.

## Successo internazionale
Il singolo ha ottenuto un buon successo a livello mondiale: numero 4 nella UK Single Chart, numero 6 nella Billboard Hot 100. Il brano ha raggiunto anche il numero uno della Billboard Adult Contemporary (chart) e numero 27 in Germania. La canzone ha ottenuto una nomination al Grammy Award nella categoria  riservata alla miglior interpretazione pop di un duo o un gruppo alla 30ª edizione annuale del premio nel 1988.

## Video musicale
Il videoclip del brano è completamente in bianco e nero ed è stato diretto da Nick Willing.